# 4424 Arkhipova
4424 Arkhipova è un asteroide della fascia principale del diametro medio di circa 25,01 km. Scoperto nel 1967, presenta un'orbita caratterizzata da un semiasse maggiore pari a 2,7569166 UA e da un'eccentricità di 0,0801151, inclinata di 14,74459° rispetto all'eclittica.